# VideoGamer.com
VideoGamer.com (anteriormente conocido como Pro-G) es un sitio web con sede en Londres dedicado a las novedades, críticas, reportajes y análisis de las cosas que hace el aymac videojuegos. Es propiedad del grupo Pro-G Media Ltd. y fue lanzado en noviembre de 2004 por los universitarios Adam McCann y Tom Orry.
El 6 de octubre de 2008, VideoGamer.com lanzó un servicio de vídeo en alta definición, capaz de subir en streaming vídeos en formato 720p, siendo la primera web británica de videojuegos en incluir un servicio de este tipo. El sitio web actualiza constantemente su contenido con vídeos sobre análisis, tráileres y gameplays, muchos de los cuales son de producción propia. Gran parte de los contenidos de VideoGamer.com son sindicados al portal de Virgin Media, como parte de un acuerdo entre ambas páginas web.